# 黑带

柔道黑带

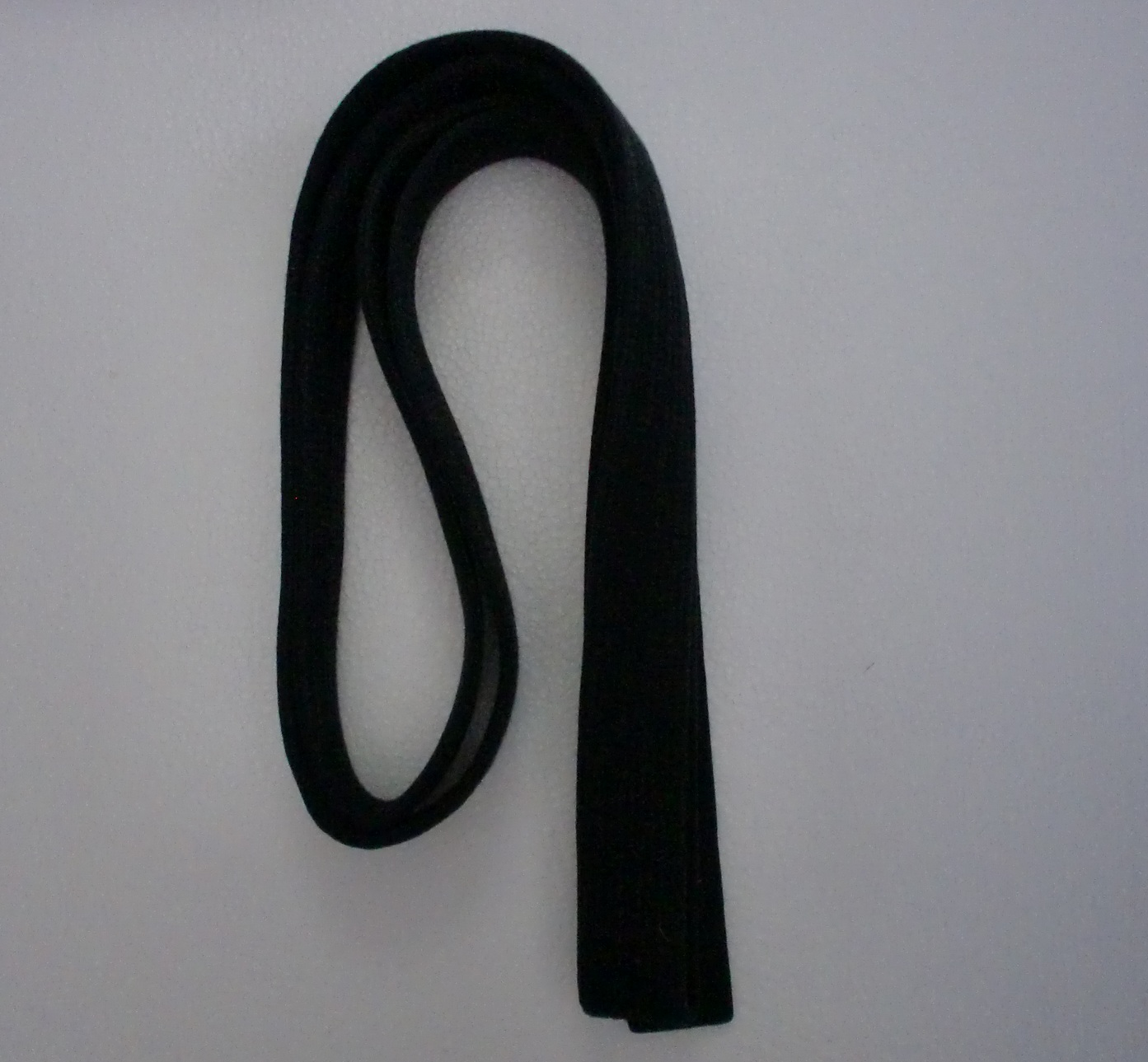
少林寺流空手道炼心馆的黑带

黑带是日本武道（柔道、空手道、合气道、少林寺拳法）由初段至5段的有段者佩戴的带。最早追溯到19世纪80年代。

## 由来
柔道的创始人嘉纳治五郎，采用了与白色道服相衬的颜色——对比度非常明显的黑色作为表示有段者的颜色，这就是柔道黑带的起源。

## 色带
柔道初学者四级、五级都是佩戴白带；三级至壹级佩戴茶带；高级初段至五段佩戴黑带；六段至八段佩戴红白相间两色带；九段和十段佩戴红带。